# Virasat
Virasat (także: Viraasat: Dynasty) – bollywoodzki dramat miłosny i rodzinny z elementami musicalu zrealizowany w 1997 roku przez Priyadarshana, twórcę Cicho sza! czy Hulchul. W rolach głównych Anil Kapoor i Tabu. W drugoplanowych Amrish Puri i Pooja Batra. To remake tamilskiego filmu (z Kamal Hassanem) – "Thevar Magan". Film opowiada historię Indusa, który przyjechawszy z zagranicy do rodzinnego domu zostaje uwikłany w konflikty w rodzinnej wiosce.
Film otrzymał Nagrodę Filmfare Krytyków dla Najlepszej Aktorki – Tabu i Nagrodę Filmfare Krytyków dla Najlepszego Aktora – Anil Kapoor oraz nagrodę IIFA za najlepszy śpiew kobiecy (K.S.Chithra). W Indiach należy do kultowych klasyków. W rankingu oglądalności w 1997 roku w Indiach zajmował miejsce po filmie Satya, przed Khamoshi: The Musical.

## Fabuła
Shakti (Anil Kapoor) został przez swego ojca Raja Thakura (Amrish Puri) wysłany do Anglii na studia. Ojciec liczył, że po powrocie do domu, przejmie on od niego gospodarstwo i ożeniwszy się pozostanie na zawsze w wiosce, w której się urodził. Jednak kilka lat studiów w Anglii zmieniły Shakti. Zaczął nosić europejskie ubrania, zakochał się w dziewczynie urodzonej w Londynie i cieszy go podpowiedziany przez rodzinę Anity pomysł założenia sieci restauracji "fast food". Kiedy Shakti przyjeżdża ze swoją narzeczoną Anitą, ojciec nie może w nim odnaleźć syna, za którym tęsknił. Czuje do siebie żal, że dał mu edukację, która nauczyła go egoizmu. Kształcąc Shakti jego ojciec liczył, że użyje on swojej wiedzy dla poprawy bytu mieszkańców wioski, a nie że zechce ją opuścić skarżąc się na indyjskie zacofanie. Dodatkowym zmartwieniem Raja są wrogie stosunki z młodszym bratem Balu Thakurem. Podważa on jego autorytet w wiosce. Jeden z konfliktów między braćmi zostaje za radą Raja rozwiązany dzięki małżeństwu biednej Gehny (Tabu) z mężczyzną, za którego ręczy starszy Thakur. Jednak nastraszony przez niechętnego zgodzie Balu Thakura narzeczony wycofuje się w ostatniej chwili. Porzucona narzeczona rozpacza. Shakti chcąc ratować honor ojca, który poręczył za narzeczonego, żeni się z Gehną wyrzekając się swojej miłości do Anity. Teraz uwikłany w konflikt między braćmi, wzywany przez ojca do przejęcia odpowiedzialności za mieszkańców wioski, do troski o nich, Shakti coraz mniej myśli o powrocie do Anglii.

## Obsada
- Anil Kapoor – Shakti Thakur
- Tabu – Gehna
- Pooja Batra – Anita
- Milind Gunaji – Bali Thakur, młodszy brat Raja
- Govind Namdeo – Birju Thakur
- Amrish Puri – Raja Thakur, ojciec Shakti
- Satyendra Kapoor – Shurkyen (jako Satyan Kappu)
- Dilip Dhawan – brat Shakti
- Tiku Talsania

## Muzyka i piosenki
Muzykę do filmu skomponował Anu Malik, twórca muzyki do takich filmów jak: Akele Hum Akele Tum, Chaahat, Miłość, Border, China Gate, Refugee, Fiza Aśoka Wielki , Aks, LOC Kargil, Tamanna, Ishq Vishk, Murder, Fida, No Entry, Humko Deewana Kar Gaye, Zakochać się jeszcze raz,  Umrao Jaan, czy Paap. Nagroda Filmfare za Najlepszą Muzykę za Baazigar i Jestem przy tobie.
- Payali Chunmun Chunmun
- Tare Hain Barati
- Dhol Bajne Laga